# UEFA Champions League 2015-2016 (fase a gironi)
La fase a gironi della UEFA Champions League 2015–2016 è stata disputata tra il 15 settembre e il 9 dicembre 2015. Hanno partecipato a questa fase della competizione 32 club: 16 di essi si sono qualificati alla successiva fase a eliminazione diretta, che condurrà alla finale di Milano.

## Date
| Fase          | Turno            | Sorteggio                              | Data                 |
| ------------- | ---------------- | -------------------------------------- | -------------------- |
| Fase a gironi | Prima giornata   | 27 agosto 2015, ore 17:45 CET (Monaco) | 15-16 settembre 2015 |
| Fase a gironi | Seconda giornata | 27 agosto 2015, ore 17:45 CET (Monaco) | 29-30 settembre 2015 |
| Fase a gironi | Terza giornata   | 27 agosto 2015, ore 17:45 CET (Monaco) | 20-21 ottobre 2015   |
| Fase a gironi | Quarta giornata  | 27 agosto 2015, ore 17:45 CET (Monaco) | 3-4 novembre 2015    |
| Fase a gironi | Quinta giornata  | 27 agosto 2015, ore 17:45 CET (Monaco) | 24-25 novembre 2015  |
| Fase a gironi | Sesta giornata   | 27 agosto 2015, ore 17:45 CET (Monaco) | 8-9 dicembre 2015    |

## Squadre
| Legenda                                                                                         |
| ----------------------------------------------------------------------------------------------- |
| I club primi e secondi classificati avanzano alla fase a eliminazione diretta                   |
| I club terzi classificati partecipano alla fase a eliminazione diretta della UEFA Europa League |
| I club quarti classificati sono eliminati                                                       |

| Squadre       | Coeff   |
| ------------- | ------- |
| Barcellona    | 164.999 |
| Chelsea       | 142.078 |
| Bayern Monaco | 154.883 |
| Juventus      | 95.102  |
| Benfica       | 118.276 |
| PSG           | 100.483 |
| Zenit         | 90.099  |
| PSV           | 58.195  |

| Squadre           | Coeff   |
| ----------------- | ------- |
| Real Madrid       | 171.999 |
| Atlético Madrid   | 120.999 |
| Porto             | 111.276 |
| Arsenal           | 110.078 |
| Manchester United | 103.078 |
| Valencia          | 99.999  |
| Bayer Leverkusen  | 87.883  |
| Manchester City   | 87.078  |

| Squadre          | Coeff  |
| ---------------- | ------ |
| Shakhtar Donetsk | 86.033 |
| Siviglia         | 80.499 |
| Lione            | 72.983 |
| Dinamo Kiev      | 65.033 |
| Olympiacos       | 62.380 |
| CSKA Mosca       | 55.599 |
| Galatasaray      | 50.020 |
| Roma             | 43.602 |

| Squadre             | Coeff  |
| ------------------- | ------ |
| BATE Borisov        | 35.150 |
| Borussia M'gladbach | 33.883 |
| Wolfsburg           | 31.883 |
| Dinamo Zagabria     | 24.700 |
| Maccabi Tel Aviv    | 18.200 |
| Gent                | 13.440 |
| Malmö               | 12.545 |
| Astana              | 3.825  |

## Sorteggio
| Gruppo | 1ª fascia             | 2ª fascia        | 3ª fascia       | 4ª fascia           |
| ------ | --------------------- | ---------------- | --------------- | ------------------- |
| A      | Paris Saint-Germain   | Real Madrid      | Šachtar         | Malmö FF            |
| B      | PSV                   | Manchester Utd   | CSKA Mosca      | Wolfsburg           |
| C      | Benfica               | Atlético Madrid  | Galatasaray     | Astana              |
| D      | Juventus              | Manchester City  | Siviglia        | Borussia M'gladbach |
| E      | Barcellona            | Bayer Leverkusen | Roma            | BATĖ Borisov        |
| F      | Bayern Monaco         | Arsenal          | Olympiacos      | Dinamo Zagabria     |
| G      | Chelsea               | Porto            | Dinamo Kiev     | Maccabi Tel Aviv    |
| H      | Zenit San Pietroburgo | Valencia         | Olympique Lione | Gent                |

## Gruppo A

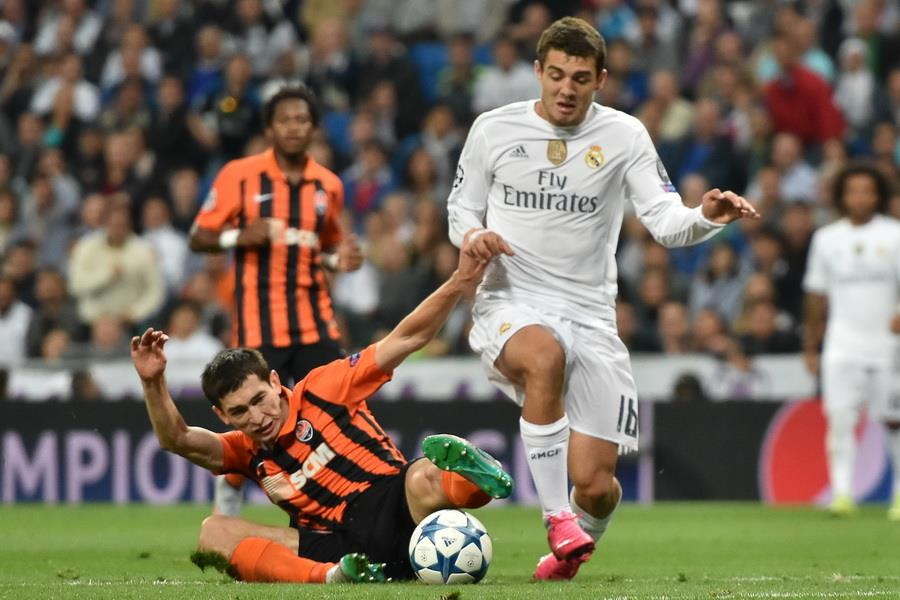
Il madridista Kovačić (a destra) in un contrasto di gioco con l'ucraino Stepanenko (a sinistra) durante il match del Bernabéu fra i padroni di casa del Real Madrid e lo Šachtar.

Nel Gruppo A vengono inseriti i francesi del Paris Saint-Germain, gli spagnoli del Real Madrid, gli ucraini dello Šachtar e gli svedesi del Malmö FF.
Nella giornata d'esordio, il Paris Saint-Germain batte per 2-0 il Malmö FF al Parco dei Principi con le reti di Di María e Cavani; mentre al Bernabéu, il Real Madrid si impone sullo Šachtar con un netto 4-0, frutto della tripletta di Cristiano Ronaldo e del gol di Benzema, col primo che diventa nuovamente il miglior cannoniere nella storia della competizione con 80 marcature complessive, superando ancora una volta Messi.
Nella seconda giornata, gli spagnoli prevalgono per 2-0 sugli svedesi allo Swedbank Stadion grazie alla doppietta di Ronaldo, che raggiunge i cinquecento gol in carriera; invece all'Arena L'viv, i francesi regolano gli ucraini con un perentorio 3-0 in virtù dell'autorete di Srna e delle marcature di Aurier e David Luiz.
Nella terza giornata, gli svedesi colgono il primo successo nel raggruppamento, sconfiggendo a sorpresa gli ucraini per 1-0 a Malmö con la decisiva rete di Rosenberg, sbagliando inoltre il possibile raddoppio con Đurđić, il cui calcio di rigore viene neutralizzato dal portiere avversario Pjatov. Nell'altra gara, i francesi e gli spagnoli pareggiano invece per 0-0 a Parigi in un match molto combattuto dal punto di vista fisico e tattico.
Nella quarta giornata, il Real Madrid ha la meglio sul Paris Saint-Germain per 1-0 a Madrid con il risolutivo gol di Nacho, che permette appunto agli iberici di qualificarsi agli ottavi di finale con due turni d'anticipo; mentre a Leopoli, lo Šachtar si prende la rivincita sul Malmö FF, travolgendolo con un sonoro 4-0 in virtù delle marcature di Hladkyj, Srna, Eduardo e Teixeira, le quali consentono ai padroni di casa di ottenere il primo trionfo nel girone.
Nella quinta giornata, i francesi battono nettamente gli svedesi per 5-0 allo Swedbank Stadion con la doppietta di Di María e le reti di Rabiot, Ibrahimović e Lucas Moura, suggellando quindi la qualificazione agli ottavi di finale con un turno d'anticipo; invece all'Arena L'viv, gli spagnoli espugnano il campo degli ucraini con un pirotecnico 4-3 grazie alla doppietta di Ronaldo e ai gol di Modrić e Carvajal, che fanno appunto da contraltare a quelli avversari di Dentinho e Teixeira, quest'ultimo autore di una doppietta.
Nell'ultima giornata, il Real Madrid conferma il primo posto in classifica con 16 punti dopo aver surclassato il Malmö FF con un clamoroso 8-0 al Bernabéu (a segno Kovačić, Benzema, il quale realizza una tripletta, e Ronaldo, che si rende invece autore di un poker, diventando l'undicesimo giocatore a riuscirci, nonché il primo ad andare in doppia cifra di reti in una singola fase a gironi del torneo, arrivando a quota undici marcature per aumentare il proprio record stabilito due anni prima), eguagliando così la vittoria più ampia di sempre nella storia della competizione; primato fino a quel momento appartenuto solamente al Liverpool, che nell'edizione 2007-2008 sconfisse il Beşiktaş col medesimo risultato. Nell'altra partita, il Paris Saint-Germain prevale per 2-0 sullo Šachtar al Parco dei Principi (decidono le reti di Lucas Moura e Ibrahimović, con quest'ultimo che diventa il miglior cannoniere dei parigini a livello di manifestazioni europee) e centra dunque il secondo posto con 13 punti. Gli ucraini e gli svedesi terminano invece il girone a pari merito con 3 punti all'attivo, ma sono i primi ad ottenere il terzo posto del girone ed il conseguente ripescaggio in Europa League a causa di una miglior differenza reti rispetto ai nordici, che giungono appunto all'ultimo posto con un solo gol segnato e ben ventuno subiti.
| Squadra             | P.ti | G | V | P | S | GF | GS | DG  |
| ------------------- | ---- | - | - | - | - | -- | -- | --- |
| Real Madrid         | 16   | 6 | 5 | 1 | 0 | 19 | 3  | +16 |
| Paris Saint-Germain | 13   | 6 | 4 | 1 | 1 | 12 | 1  | +11 |
| Šachtar             | 3    | 6 | 1 | 0 | 5 | 7  | 14 | -7  |
| Malmö FF            | 3    | 6 | 1 | 0 | 5 | 1  | 21 | -20 |

| Arbitro: | Sergej Karasëv |

|                        |           |  |
| Di María 4’ Cavani 61’ | Marcatori |  |

| Arbitro: | Ivan Bebek |

|                                                 |           |  |
| Benzema 30’ Ronaldo 55’ (rig.), 63’ (rig.), 81’ | Marcatori |  |

| Arbitro: | Cüneyt Çakır |

|  |           |                  |
|  | Marcatori | 29’, 90’ Ronaldo |

| Arbitro: | Deniz Aytekin |

|  |           |                                          |
|  | Marcatori | 7’ Aurier 23’ David Luiz 90’ (aut.) Srna |

| Arbitro: | Anastasios Sidīropoulos |

|               |           |  |
| Rosenberg 17’ | Marcatori |  |

| Parigi 21 ottobre 2015, ore 20:45 CET | Paris Saint-Germain | 0 – 0 referto | Real Madrid | Parco dei Principi\| Arbitro: \| Nicola Rizzoli \| |
| Arbitro:                              | Nicola Rizzoli      |               |             |                                                    |

| Arbitro: | Mark Clattenburg |

|           |           |  |
| Nacho 35’ | Marcatori |  |

| Arbitro: | Ovidiu Hațegan |

|                                                      |           |  |
| Hladkyj 29’ Srna 48’ (rig.) Eduardo 55’ Teixeira 73’ | Marcatori |  |

| Arbitro: | William Collum |

|  |           |                                                       |
|  | Marcatori | 3’ Rabiot 14’, 68’ Di María 50’ Ibrahimović 82’ Lucas |

| Arbitro: | Bas Nijhuis |

|                                       |           |                                          |
| Teixeira 77’ (rig.), 88’ Dentinho 83’ | Marcatori | 18’, 70’ Ronaldo 50’ Modrić 52’ Carvajal |

| Arbitro: | Anthony Taylor |

|                           |           |  |
| Lucas 57’ Ibrahimović 86’ | Marcatori |  |

| Arbitro: | Daniele Orsato |

|                                                              |           |  |
| Benzema 12’, 24’, 74’ Ronaldo 39’, 47’, 50’, 59’ Kovačić 70’ | Marcatori |  |

## Gruppo B

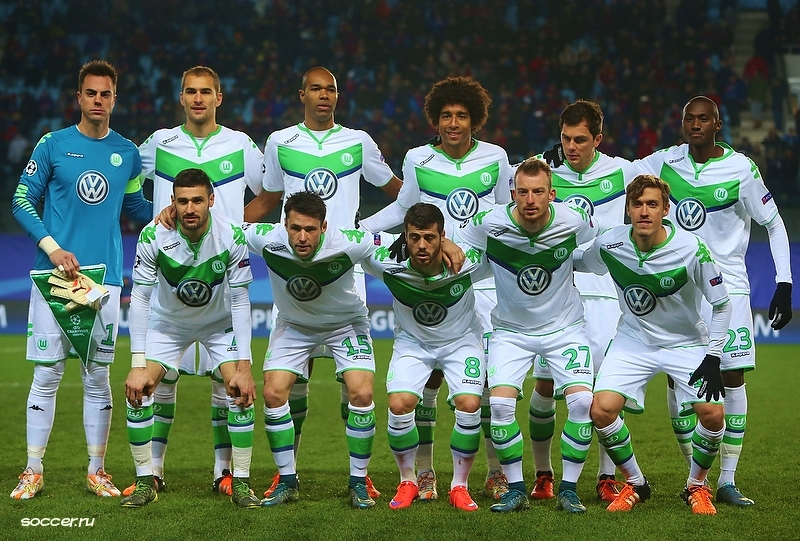
Il Wolfsburg vince il proprio girone con 12 punti, approdando agli ottavi di finale per la prima volta in assoluto.

Nel Gruppo B vengono inseriti gli olandesi del PSV, gli inglesi del Manchester Utd, i russi del CSKA Mosca e i tedeschi del Wolfsburg.
Nella giornata d'esordio, il PSV batte in rimonta per 2-1 il Manchester Utd al Philips Stadion con le reti di Moreno e Narsingh, che ribaltano appunto quella iniziale ad opera di Depay e consentono inoltre ai padroni di casa di tornare al successo nella competizione dopo sette anni d'assenza; mentre alla Volkswagen-Arena, il Wolfsburg piega per 1-0 il CSKA Mosca grazie al decisivo gol di Draxler, che permette così ai teutonici di conquistare la loro prima vittoria nel torneo dopo sei anni dall'ultima presenza.
Nella seconda giornata, i russi superano gli olandesi per 3-2 all'Arena Chimki in virtù della doppietta di Doumbia e della rete di Musa, cui segue l'inutile doppietta di Lestienne, la quale accorcia solamente le distanze in favore dei neerlandesi; invece all'Old Trafford, gli inglesi hanno la meglio sui tedeschi per 2-1 con le marcature di Smalling e Mata, quest'ultima avvenuta su calcio di rigore, che rimontano il vantaggio iniziale degli ospiti ad opera di Caligiuri.
Nella terza giornata, i russi bloccano gli inglesi sul pareggio per 1-1 a Mosca: all'iniziale vantaggio di Doumbia per i moscoviti risponde la rete di Martial per i mancuniani; mentre a Wolfsburg, i tedeschi superano gli olandesi per 2-0 con i gol di Dost e Kruse.
Nella quarta giornata, il Manchester Utd prevale per 1-0 sul CSKA Mosca a Manchester grazie alla cruciale rete di Rooney; invece nell'altra partita, il PSV si prende la rivincita sul Wolfsburg, sconfiggendolo per 2-0 ad Eindhoven in virtù delle marcature di Locadia e de Jong.
Nella quinta giornata, i tedeschi vincono per 2-0 contro i russi all'Arena Chimki in seguito al gol di Schürrle e all'autorete del portiere Akinfeev, propiziata da un tiro dello stesso attaccante teutonico; mentre all'Old Trafford, gli olandesi impongono sorprendentemente agli inglesi il pareggio per 0-0, merito di una buona prestazione corale. Tale risultato, coadiuvato alla precedente vittoria dei tedeschi ai danni dei moscoviti, condanna proprio questi ultimi alla prematura fine della loro stagione europea.
Nell'ultima giornata, il Wolfsburg agguanta il primo posto in classifica con 12 punti dopo aver battuto il Manchester Utd con un pirotecnico 3-2 alla Volkswagen-Arena (a decidere il match sono Vieirinha e Naldo, quest'ultimo autore di una doppietta, le cui reti fanno da contraltare all'autogol di Guilavogui e alla marcatura di Martial), accedendo così per la prima storica volta agli ottavi di finale della manifestazione; mentre al Philips Stadion, il PSV supera in rimonta per 2-1 il CSKA Mosca (i gol di de Jong e Pröpper ribaltano il vantaggio iniziale di Ignaševič su calcio di rigore), centrando dunque il secondo posto con 10 punti e l'annessa qualificazione alla fase ad eliminazione diretta dopo nove anni dall'ultima conseguita. In virtù di tali punteggi, gli inglesi si piazzano quindi al terzo posto del girone con 8 punti, ottenendo il ripescaggio in Europa League e deludendo largamente le aspettative della vigilia, invece i russi terminano saldamente all'ultimo posto con 4 punti all'attivo.
| Squadra        | P.ti | G | V | P | S | GF | GS | DG |
| -------------- | ---- | - | - | - | - | -- | -- | -- |
| Wolfsburg      | 12   | 6 | 4 | 0 | 2 | 9  | 6  | +3 |
| PSV            | 10   | 6 | 3 | 1 | 2 | 8  | 7  | +1 |
| Manchester Utd | 8    | 6 | 2 | 2 | 2 | 7  | 7  | 0  |
| CSKA Mosca     | 4    | 6 | 1 | 1 | 4 | 5  | 9  | -4 |

| Arbitro: | Nicola Rizzoli |

|                           |           |           |
| Moreno 45+2’ Narsingh 57’ | Marcatori | 41’ Depay |

| Arbitro: | Svein Oddvar Moen |

|             |           |  |
| Draxler 40’ | Marcatori |  |

| Arbitro: | Ruddy Buquet |

|                                 |           |                    |
| Musa 8’ Doumbia 21’, 36’ (rig.) | Marcatori | 60’, 68’ Lestienne |

| Arbitro: | Viktor Kassai |

|                              |           |              |
| Mata 34’ (rig.) Smalling 53’ | Marcatori | 4’ Caligiuri |

| Arbitro: | Carlos Velasco Carballo |

|             |           |             |
| Doumbia 15’ | Marcatori | 65’ Martial |

| Arbitro: | Alberto Undiano Mallenco |

|                    |           |  |
| Dost 46’ Kruse 57’ | Marcatori |  |

| Arbitro: | Szymon Marciniak |

|            |           |  |
| Rooney 79’ | Marcatori |  |

| Arbitro: | Jonas Eriksson |

|                         |           |  |
| Locadia 55’ de Jong 86’ | Marcatori |  |

| Arbitro: | Gianluca Rocchi |

|  |           |                                  |
|  | Marcatori | 67’ (aut.) Akinfeev 86’ Schürrle |

| Manchester 25 novembre 2015, ore 20:45 CET | Manchester Utd | 0 – 0 referto | PSV | Old Trafford\| Arbitro: \| Pavel Královec \| |
| Arbitro:                                   | Pavel Královec |               |     |                                              |

| Arbitro: | David Fernández Borbalán |

|                         |           |                      |
| De Jong 78’ Pröpper 86’ | Marcatori | 76’ (rig.) Ignaševič |

| Arbitro: | Milorad Mažić |

|                              |           |                                   |
| Naldo 13’, 84’ Vieirinha 29’ | Marcatori | 10’ Martial 82’ (aut.) Guilavogui |

## Gruppo C

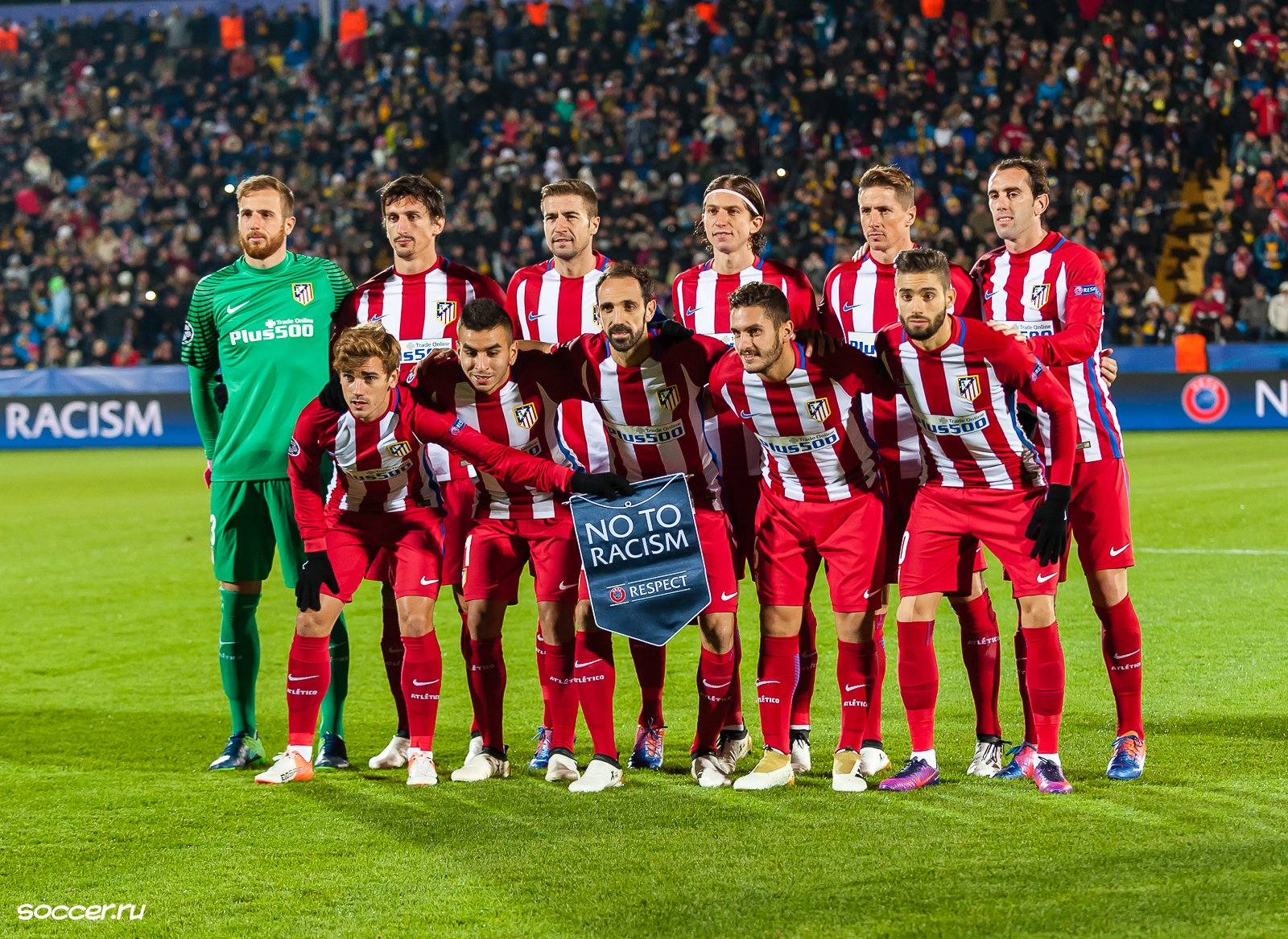
L'Atlético Madrid, vincitore del proprio girone con 13 punti.

Nel Gruppo C vengono inseriti i portoghesi del Benfica, gli spagnoli dell'Atlético Madrid, i turchi del Galatasaray e i kazaki dell'Astana.
Nella prima giornata, il Benfica batte per 2-0 l'esordiente Astana allo stadio da Luz con le reti di Gaitán e Mītroglou; mentre alla Türk Telekom Arena, l'Atlético Madrid espugna il campo del Galatasaray per 2-0 in virtù della doppietta di Griezmann.
Nella seconda giornata, i kazaki strappano un pareggio per 2-2 contro i turchi all'Astana Arena grazie a due autogol, realizzati rispettivamente da Balta e Carole, che fanno appunto da contraltare alla marcatura di Bilal Kısa e all'autorete del portiere Erić, la quale si tratta della terza complessiva nell'incontro. Nell'altra gara, i portoghesi si impongono in rimonta per 2-1 sugli spagnoli allo stadio Vicente Calderón, frutto delle reti di Gaitán e Guedes, che ribaltano l'iniziale vantaggio avversario ad opera di Correa.
Nella terza giornata, gli spagnoli prevalgono sui kazaki con un perentorio 4-0 a Madrid in virtù dell'autogol di Dedečko e delle marcature di Saúl Ñíguez, Jackson Martínez e Óliver Torres; mentre ad Istanbul, i turchi sconfiggono i portoghesi per 2-1 con le reti di Podolski e Selçuk İnan, quest'ultima avvenuta su calcio di rigore, che rimontano quella in apertura di Gaitán e consegnano ai padroni di casa la loro prima vittoria nel raggruppamento.
Nella quarta giornata, l'Astana blocca a sorpresa l'Atlético Madrid sul pareggio per 0-0 ad Astana; invece nell'altro match, il Benfica si prende la rivincita sul Galatasaray, battendolo per 2-1 a Lisbona con i gol di Jonas e Luisão, intervallati da quello del momentaneo pari avversario ad opera di Podolski.
Nella quinta giornata, i portoghesi vanno inizialmente sotto di due reti contro i kazaki, che segnano appunto con Twumasi (primo marcatore in assoluto del proprio club nella manifestazione) e Aničić, ma riescono comunque a strappare un fondamentale pareggio in rimonta per 2-2 all'Astana Arena grazie alla doppietta di Raúl Jiménez, il quale permette agli stessi lusitani di centrare la qualificazione agli ottavi di finale con un turno d'anticipo, a distanza di quattro anni dall'ultima conseguita. Nell'altra partita, gli spagnoli regolano invece i turchi per 2-0 allo stadio Vicente Calderón grazie alla doppietta di Griezmann, che qualifica in anticipo anche i madrileni alla fase ad eliminazione diretta.
Nell'ultima giornata, l'Atlético Madrid supera il Benfica per 2-1 allo stadio da Luz (decidono le reti di Saúl Ñíguez e Vietto, cui segue quella inutile avversaria ad opera di Mītroglou) e raggiunge il primo posto in classifica con 13 punti, scavalcando proprio gli stessi portoghesi, piazzatisi invece al secondo posto con 10 punti. Nell'altra gara, il Galatasaray e l'Astana pareggiano per 1-1 alla Türk Telekom Arena: al gol iniziale di Twumasi per gli ospiti risponde quello di Selçuk İnan per i padroni di casa. Tale risultato consente ai turchi di agguantare il terzo posto con 5 punti e l'annesso ripescaggio in Europa League a discapito dei kazaki, che terminano così la loro prima esperienza nella massima competizione europea all'ultimo posto del girone con 4 punti all'attivo.
| Squadra         | P.ti | G | V | P | S | GF | GS | DG |
| --------------- | ---- | - | - | - | - | -- | -- | -- |
| Atlético Madrid | 13   | 6 | 4 | 1 | 1 | 11 | 3  | +8 |
| Benfica         | 10   | 6 | 3 | 1 | 2 | 10 | 8  | +2 |
| Galatasaray     | 5    | 6 | 1 | 2 | 3 | 6  | 10 | -4 |
| Astana          | 4    | 6 | 0 | 4 | 2 | 5  | 11 | -6 |

| Arbitro: | Anastasios Sidīropoulos |

|                          |           |  |
| Gaitán 51’ Mītroglou 62’ | Marcatori |  |

| Arbitro: | Szymon Marciniak |

|  |           |                    |
|  | Marcatori | 18’, 25’ Griezmann |

| Arbitro: | Martin Strömbergsson |

|                            |           |                          |
| Balta 77’ (aut.) Cañas 89’ | Marcatori | 31’ Kısa 86’ (aut.) Erić |

| Arbitro: | Gianluca Rocchi |

|            |           |                       |
| Correa 23’ | Marcatori | 36’ Gaitán 51’ Guedes |

| Arbitro: | Aljaksej Kul'bakoŭ |

|                                                                   |           |  |
| Saúl Ñíguez 23’ Martínez 29’ Óliver Torres 63’ Dedečko 89’ (aut.) | Marcatori |  |

| Arbitro: | William Collum |

|                                     |           |           |
| Selçuk İnan 19’ (rig.) Podolski 33’ | Marcatori | 2’ Gaitán |

| Astana 3 novembre 2015, ore 16:00 CET | Astana         | 0 – 0 referto | Atlético Madrid | Astana Arena (29.231 spett.)\| Arbitro: \| Anthony Taylor \| |
| Arbitro:                              | Anthony Taylor |               |                 |                                                              |

| Arbitro: | Milorad Mažić |

|                      |           |              |
| Jonas 52’ Luisão 67’ | Marcatori | 58’ Podolski |

| Arbitro: | Ruddy Buquet |

|                        |           |                  |
| Twumasi 19’ Aničić 31’ | Marcatori | 40’, 72’ Jiménez |

| Arbitro: | Nicola Rizzoli |

|                    |           |  |
| Griezmann 13’, 65’ | Marcatori |  |

| Arbitro: | Ovidiu Hațegan |

|               |           |                            |
| Mītroglou 75’ | Marcatori | 33’ Saúl Ñíguez 55’ Vietto |

| Arbitro: | Craig Thomson |

|                 |           |             |
| Selçuk İnan 64’ | Marcatori | 62’ Twumasi |

## Gruppo D

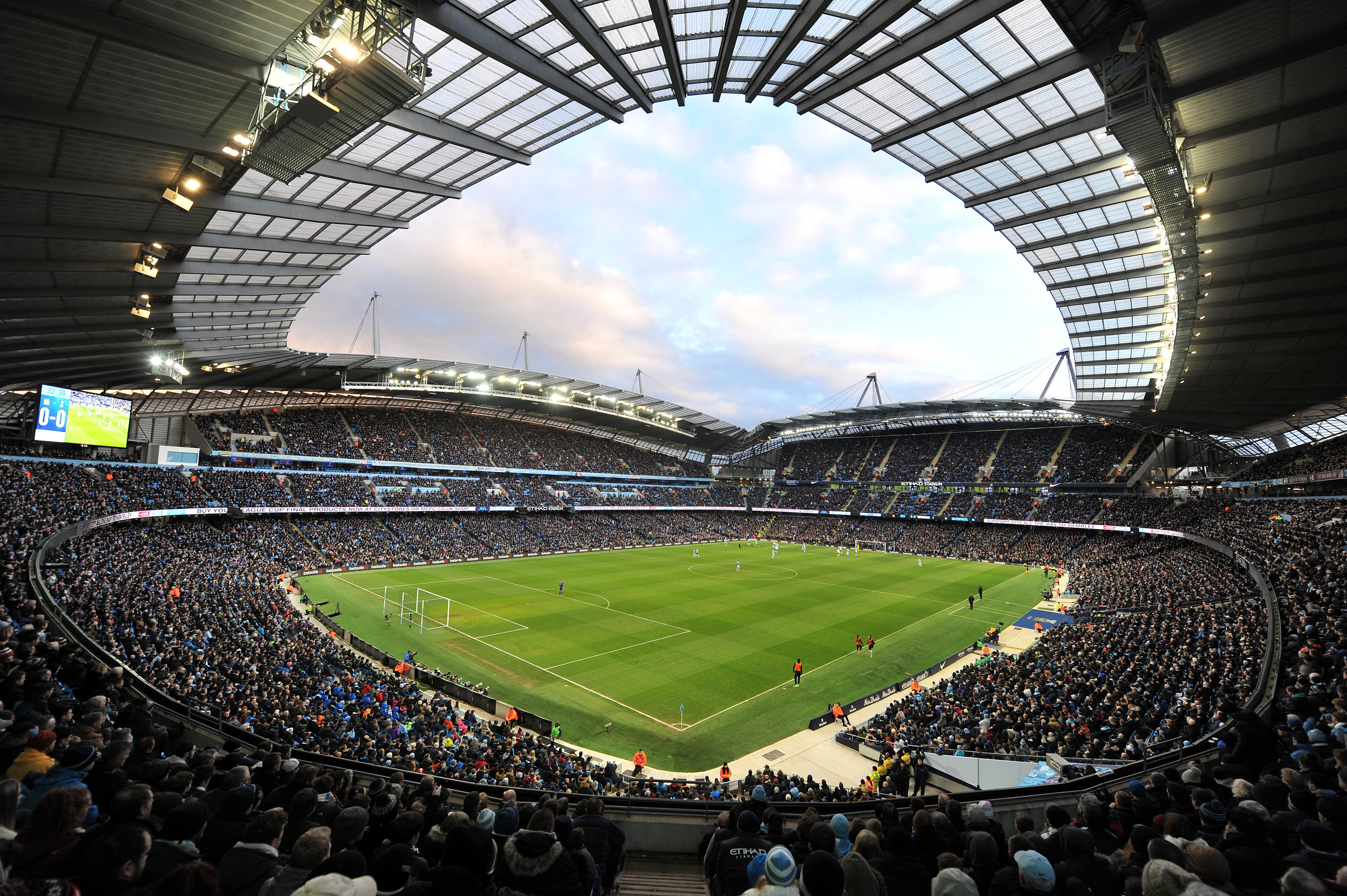
L'Etihad Stadium prima dell'inizio del match tra i padroni di casa del Manchester City e la Juventus.

Nel Gruppo D vengono inseriti gli italiani della Juventus, gli inglesi del Manchester City, gli spagnoli del Siviglia e i tedeschi del Borussia M'gladbach.
Nella giornata d'esordio, la Juventus, finalista della precedente edizione, batte in rimonta per 2-1 il Manchester City all'Etihad Stadium grazie alle reti di Mandžukić e Morata, le quali ribaltano appunto l'iniziale autogol di Chiellini a favore dei padroni di casa; mentre allo stadio Ramón Sánchez-Pizjuán, il Siviglia, detentore dell'Europa League, ha la meglio sul Borussia M'gladbach con un perentorio 3-0, frutto delle marcature di Gameiro, Banega e Konopljanka, tornando così al successo nella competizione dopo sei anni d'assenza.
Nella seconda giornata, gli inglesi superano i tedeschi per 2-1 al Borussia-Park con i gol di Demichelis e Agüero, quest'ultimo avvenuto in pieno recupero su calcio di rigore, rimontando così lo svantaggio iniziale ad opera di Stindl; invece allo Juventus Stadium, gli italiani prevalgono per 2-0 sugli spagnoli in virtù delle reti di Morata e Zaza.
Nella terza giornata, i tedeschi riescono a bloccare gli italiani sul pareggio per 0-0 a Torino; mentre a Manchester, gli inglesi vincono nuovamente in rimonta per 2-1, questa volta ai danni degli spagnoli, che capitolano a causa dell'autogol di Rami e della rete in extremis di De Bruyne dopo essere passati inizialmente in vantaggio con Konopljanka.
Nella quarta giornata, il Borussia M'gladbach e la Juventus si dividono di nuovo la posta in palio con un pareggio per 1-1 a Mönchengladbach: al gol di Johnson per i teutonici risponde quello di Lichtsteiner per i torinesi (quest'ultimo eletto successivamente come il più bello dell'intera edizione). Nell'altra gara, il Siviglia viene nuovamente sconfitto dal Manchester City, perdendo per 3-1 a Siviglia sotto i colpi di Sterling, Fernandinho e Bony, inframezzati dalla marcatura di Trémoulinas per i padroni di casa. Tale risultato permette dunque ai mancuniani di centrare la qualificazione agli ottavi di finale con due turni d'anticipo.
Nella quinta giornata, i tedeschi colgono il primo trionfo nel raggruppamento, nonché il primo nella competizione dopo trentotto anni d'assenza, a discapito degli spagnoli, battendoli nettamente per 4-2 al Borussia-Park con la doppietta di Stindl e le marcature di Johnson e Raffael, cui seguono quelle avversarie ad opera di Vitolo e Banega, le quali rendono meno pesante il passivo per gli andalusi. Nell'altra partita, gli italiani sconfiggono invece gli inglesi per 1-0 allo Juventus Stadium grazie alla decisiva rete di Mandžukić, che qualifica appunto i piemontesi agli ottavi di finale con un turno d'anticipo e condanna sia i teutonici, sia gli iberici alla prematura eliminazione dal torneo.
Nell'ultima giornata, il Manchester City agguanta il primo posto in classifica con 12 punti dopo aver prevalso per 4-2 sul Borussia M'Gladbach all'Etihad Stadium (decidono la doppietta di Sterling e i gol di Bony e David Silva, mentre sono di Korb e Raffael le uniche marcature messe a segno dagli ospiti), sorpassando così la Juventus, sconfitta nel frattempo per 1-0 dal Siviglia allo stadio Ramón Sánchez-Pizjuán (decide la rete dell'ex Llorente) e piazzatasi dunque al secondo posto con 11 punti. In virtù di quest'ultima vittoria, gli spagnoli ottengono il terzo posto con 6 punti ed il conseguente ripescaggio in Europa League a discapito dei tedeschi, giunti all'ultimo posto del girone con 5 punti all'attivo. 
| Squadra             | P.ti | G | V | P | S | GF | GS | DG |
| ------------------- | ---- | - | - | - | - | -- | -- | -- |
| Manchester City     | 12   | 6 | 4 | 0 | 2 | 12 | 8  | +4 |
| Juventus            | 11   | 6 | 3 | 2 | 1 | 6  | 3  | +3 |
| Siviglia            | 6    | 6 | 2 | 0 | 4 | 8  | 11 | -3 |
| Borussia M'gladbach | 5    | 6 | 1 | 2 | 3 | 8  | 12 | -4 |

| Arbitro: | Damir Skomina |

|                      |           |                          |
| Chiellini 57’ (aut.) | Marcatori | 70’ Mandžukić 81’ Morata |

| Arbitro: | Pavel Královec |

|                                                      |           |  |
| Gameiro 47’ (rig.) Banega 66’ (rig.) Konopljanka 84’ | Marcatori |  |

| Arbitro: | Clément Turpin |

|            |           |                                  |
| Stindl 54’ | Marcatori | 65’ Demichelis 90’ (rig.) Agüero |

| Arbitro: | Jonas Eriksson |

|                     |           |  |
| Morata 41’ Zaza 87’ | Marcatori |  |

| Torino 21 ottobre 2015, ore 20:45 CET | Juventus      | 0 – 0 referto | Borussia M'gladbach | Juventus Stadium (40.940 spett.)\| Arbitro: \| Craig Thomson \| |
| Arbitro:                              | Craig Thomson |               |                     |                                                                 |

| Arbitro: | Bas Nijhuis |

|                                 |           |                 |
| Rami 36’ (aut.) De Bruyne 90+1’ | Marcatori | 30’ Konopljanka |

| Arbitro: | Björn Kuipers |

|             |           |                  |
| Johnson 18’ | Marcatori | 44’ Lichtsteiner |

| Arbitro: | Svein Oddvar Moen |

|                 |           |                                      |
| Trémoulinas 25’ | Marcatori | 8’ Sterling 11’ Fernandinho 36’ Bony |

| Arbitro: | Damir Skomina |

|                                         |           |                                |
| Stindl 29’, 83’ Johnson 68’ Raffael 78’ | Marcatori | 82’ Vitolo 90+1’ (rig.) Banega |

| Arbitro: | Felix Brych |

|               |           |  |
| Mandžukić 18’ | Marcatori |  |

| Arbitro: | Danny Makkelie |

|                                      |           |                      |
| Silva 16’ Sterling 80’, 81’ Bony 85’ | Marcatori | 19’ Korb 42’ Raffael |

| Arbitro: | Szymon Marciniak |

|              |           |  |
| Llorente 65’ | Marcatori |  |

## Gruppo E

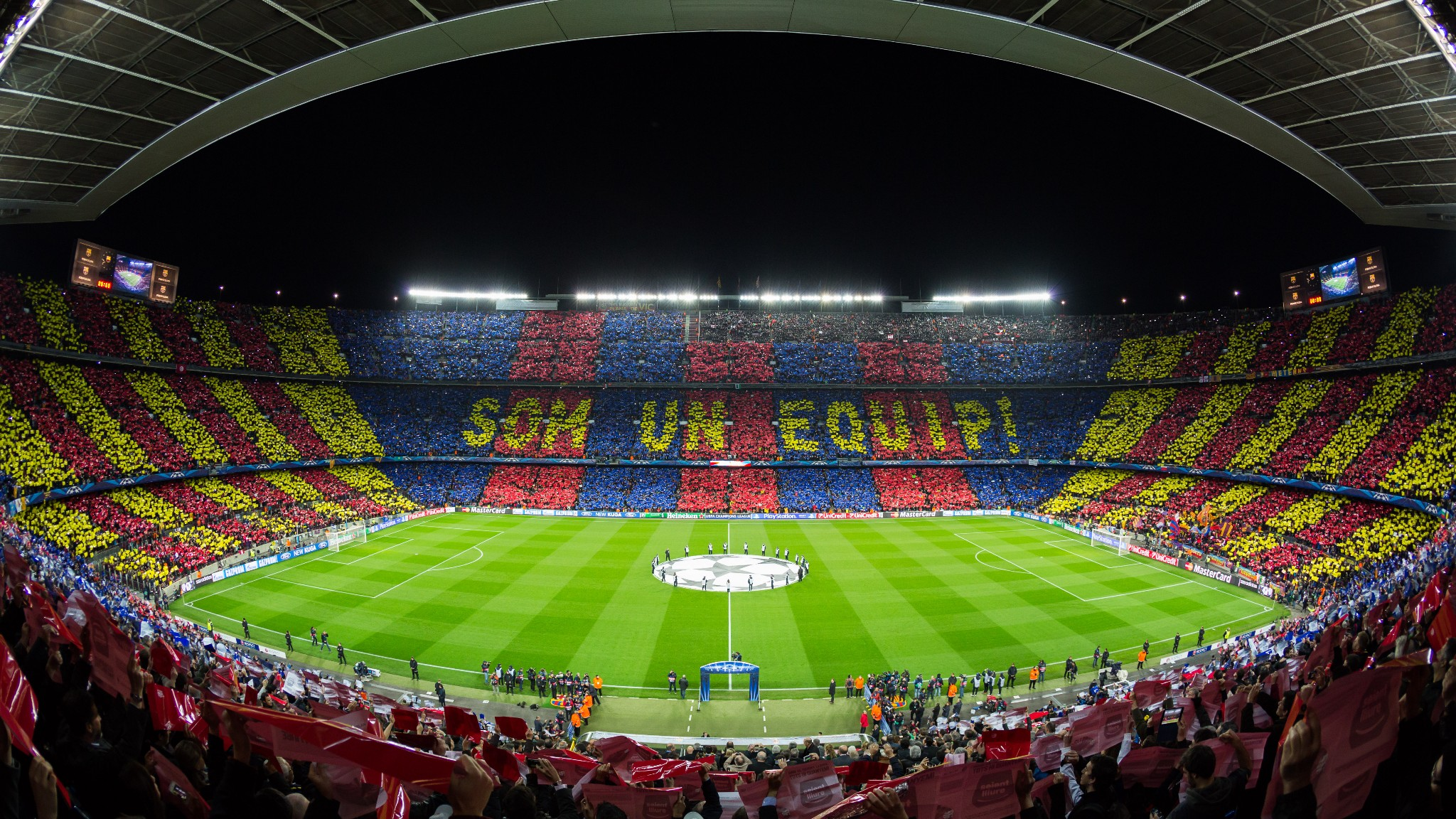
Il Camp Nou prima del match fra i padroni di casa del Barcellona e il Bayer Leverkusen.

Nel Gruppo E vengono inseriti gli spagnoli del Barcellona, i tedeschi del Bayer Leverkusen, gli italiani della Roma e i bielorussi del BATĖ Borisov.
Nella giornata d'esordio, il Bayer Leverkusen prevale nettamente per 4-1 sul BATĖ Borisov alla BayArena grazie alla doppietta di Çalhanoğlu e alle reti di Mehmedi e Hernández, inframezzate da quella del momentaneo pari avversario ad opera di Milunović; mentre allo stadio Olimpico, la Roma riesce a bloccare i campioni in carica del Barcellona sul pareggio per 1-1: al gol iniziale di Suárez per i catalani risponde lo splendido pallonetto da centrocampo di Florenzi per i capitolini.
Nella seconda giornata, gli spagnoli battono in rimonta i tedeschi per 2-1 al Camp Nou con le marcature di Sergi Roberto e Suárez, le quali ribaltano appunto l'iniziale vantaggio ospite di Papadopoulos; invece alla Barysaŭ-Arėna, i bielorussi superano a sorpresa gli italiani per 3-2 in virtù della doppietta di Mladenović e del gol di Stasevič, cui seguono quelli inutili avversari ad opera di Gervinho e Torosidīs, che accorciano solamente le distanze.
Nella terza giornata, i tedeschi e gli italiani si rendono protagonisti di un rocambolesco pareggio per 4-4 a Leverkusen: i teutonici vanno a segno con Kampl, Mehmedi e Hernández, quest'ultimo autore di una doppietta, mentre per i romani sono De Rossi (anch'egli con una doppietta), Iago Falque e Pjanić (in gol su calcio di punizione) a scrivere il proprio nome sul tabellino dei marcatori. Nell'altra gara, gli spagnoli espugnano invece il campo dei bielorussi, trionfando per 2-0 a Borisov con la doppietta di Rakitić.
Nella quarta giornata, il Barcellona sconfigge nuovamente il BATĖ Borisov, imponendosi con un perentorio 3-0 a Barcellona grazie alla doppietta di Neymar e alla rete di Suárez; invece a Roma, il Bayer Leverkusen capitola per 3-2 in un'altra partita al cardiopalma contro la Roma, che coglie così il primo successo nel raggruppamento in virtù delle marcature di Salah, Džeko e Pjanić (a segno su calcio di rigore), le quali fanno appunto da contraltare a quelle avversarie ad opera di Mehmedi e Hernández.
Nella quinta giornata, i bielorussi bloccano i tedeschi sul pareggio per 1-1 alla Barysaŭ-Arėna: al gol in apertura di Hardzjajčuk per i padroni di casa replica quello di Mehmedi per gli ospiti; mentre al Camp Nou, gli spagnoli travolgono gli italiani con un clamoroso 6-1, frutto delle rispettive doppiette di Suárez e Messi e delle reti di Piqué e Adriano, cui segue quella inutile di Džeko in pieno recupero, che permettono dunque ai catalani di accedere agli ottavi di finale con un turno d'anticipo.
Nell'ultima giornata, il Barcellona consolida il primo posto in classifica con 14 punti dopo aver pareggiato per 1-1 alla BayArena con il Bayer Leverkusen (alla rete iniziale di Messi per gli iberici risponde quella di Hernández per i teutonici); invece allo stadio Olimpico, la Roma non va oltre il pari per 0-0 contro il BATĖ Borisov. In seguito a tali risultati, gli italiani e i tedeschi terminano il girone a pari merito con 6 punti, ma sono i primi a centrare la qualificazione agli ottavi di finale (eguagliando il record minimo di punti stabilito dallo Zenit San Pietroburgo nell'edizione 2013-2014) per via degli scontri diretti favorevoli nei confronti degli stessi teutonici, che si piazzano così al terzo posto e conseguono il ripescaggio in Europa League, mentre i bielorussi chiudono d'altro canto all'ultimo posto del gruppo con 5 punti all'attivo.
| Squadra          | P.ti | G | V | P | S | GF | GS | DG  |
| ---------------- | ---- | - | - | - | - | -- | -- | --- |
| Barcellona       | 14   | 6 | 4 | 2 | 0 | 15 | 4  | +11 |
| Roma             | 6    | 6 | 1 | 3 | 2 | 11 | 16 | -5  |
| Bayer Leverkusen | 6    | 6 | 1 | 3 | 2 | 13 | 12 | +1  |
| BATĖ Borisov     | 5    | 6 | 1 | 2 | 3 | 5  | 12 | -7  |

| Arbitro: | Danny Makkelie |

|                                                     |           |               |
| Mehmedi 4’ Çalhanoğlu 47’, 76’ (rig.) Hernández 59’ | Marcatori | 13’ Milunović |

| Arbitro: | Björn Kuipers |

|              |           |            |
| Florenzi 31’ | Marcatori | 21’ Suárez |

| Arbitro: | Martin Atkinson |

|                              |           |                  |
| Sergi Roberto 80’ Suárez 82’ | Marcatori | 22’ Papadopoulos |

| Arbitro: | Mark Clattenburg |

|                                 |           |                            |
| Stasevič 8’ Mladenović 12’, 30’ | Marcatori | 66’ Gervinho 82’ Torosidīs |

| Arbitro: | Manuel de Sousa |

|  |           |                  |
|  | Marcatori | 48’, 64’ Rakitić |

| Arbitro: | Viktor Kassai |

|                                                |           |                                              |
| Hernández 4’ (rig.), 19’ Kampl 84’ Mehmedi 86’ | Marcatori | 29’, 38’ De Rossi 54’ Pjanić 73’ Iago Falque |

| Arbitro: | István Vad |

|                                   |           |  |
| Neymar 30’ (rig.), 83’ Suárez 60’ | Marcatori |  |

| Arbitro: | Sergej Karasëv |

|                                      |           |                           |
| Salah 2’ Džeko 29’ Pjanić 80’ (rig.) | Marcatori | 46’ Mehmedi 51’ Hernández |

| Arbitro: | Clément Turpin |

|               |           |             |
| Hardzejčuk 2’ | Marcatori | 68’ Mehmedi |

| Arbitro: | Cüneyt Çakır |

|                                                      |           |           |
| Suárez 15’, 44’ Messi 18’, 60’ Piqué 56’ Adriano 77’ | Marcatori | 90’ Džeko |

| Arbitro: | Mark Clattenburg |

|               |           |           |
| Hernández 23’ | Marcatori | 20’ Messi |

| Roma 9 dicembre 2015, ore 20:45 CET | Roma            | 0 – 0 referto | BATĖ Borisov | Stadio Olimpico (29.489 spett.)\| Arbitro: \| Martin Atkinson \| |
| Arbitro:                            | Martin Atkinson |               |              |                                                                  |

## Gruppo F

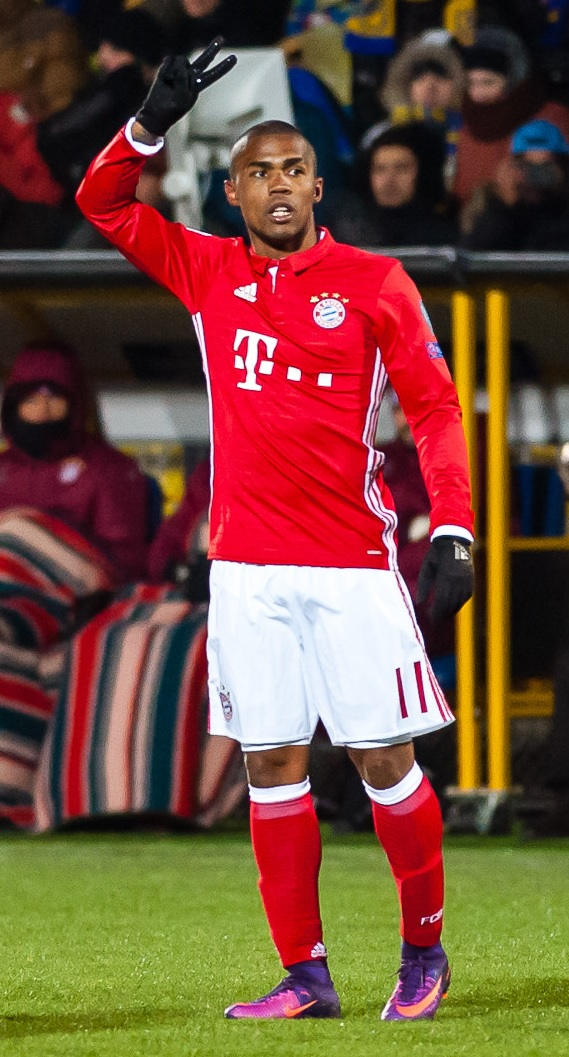
Il bavarese Douglas Costa, in azione durante il match esterno del Bayern Monaco contro la Dinamo Zagabria.

Nel Gruppo F vengono inseriti i tedeschi del Bayern Monaco, gli inglesi dell'Arsenal, i greci dell'Olympiakos e i croati della Dinamo Zagabria.
Nella prima giornata, la Dinamo Zagabria batte inaspettatamente l'Arsenal per 2-1 allo stadio Maksimir con le reti di Pivarić e Fernandes, cui segue quella avversaria di Walcott nel finale, centrando così la prima vittoria nella competizione dopo sedici anni dall'ultima ottenuta; mentre nell'altra gara, il Bayern Monaco ha la meglio sull'Olympiakos con un perentorio 3-0 allo stadio Karaiskakīs, frutto della doppietta di Müller e del gol di Götze.
Nella seconda giornata, i greci prevalgono a sorpresa sugli inglesi per 3-2 all'Emirates Stadium grazie all'autorete del portiere Ospina e alle marcature di Pardo e Finnbogason, le quali fanno appunto da contraltare a quelle avversarie di Walcott e Sánchez; invece all'Allianz Arena, i tedeschi travolgono i croati con un sonoro 5-0 in virtù della tripletta di Lewandowski e delle reti di Götze e Douglas Costa.
Nella terza giornata, gli inglesi colgono il primo successo nel raggruppamento a discapito dei tedeschi, sconfiggendoli per 2-0 a Londra con i gol di Giroud e Özil, quest'ultimo avvenuto in pieno recupero; mentre a Zagabria, i greci espugnano il campo dei croati per 1-0 con la decisiva rete di Ideye.
Nella quarta giornata, il Bayern Monaco si prende la rivincita sull'Arsenal, battendolo con un altisonante 5-1 a Monaco di Baviera grazie alla doppietta di Müller e alle reti di Lewandowski, Alaba e Robben; invece ad Atene, l'Olympiakos si impone nuovamente sulla Dinamo Zagabria in virtù della cruciale doppietta di Pardo, che rimonta l'iniziale vantaggio balcanico ad opera di Hodžić.
Nella quinta giornata, gli inglesi hanno la meglio sui croati all'Emirates Stadium con la doppietta di Sánchez ed il gol di Özil, i quali sanciscono appunto la vittoria dei londinesi per 3-0, nonché la prematura fine della stagione europea dei balcanici; mentre nell'altra gara, i tedeschi superano i greci con un netto 4-0 all'Allianz Arena, frutto delle marcature di Douglas Costa, Lewandowski, Müller e Coman, che suggellano così la qualificazione dei teutonici agli ottavi di finale con un turno d'anticipo.
Nell'ultima giornata, il Bayern Monaco conferma il primo posto in classifica con 15 punti dopo aver sconfitto la Dinamo Zagabria per 2-0 allo stadio Maksimir (decide la doppietta di Lewandowski); mentre allo stadio Karaiskakīs, l'Arsenal prevale nettamente per 3-0 sull'Olympiakos grazie alla tripletta di Giroud. In seguito a tali risultati, gli inglesi e i greci terminano il girone a pari merito con 9 punti, ma sono i londinesi ad agguantare tuttavia il secondo posto e l'annessa qualificazione agli ottavi di finale (la sedicesima consecutiva) per via di una miglior differenza reti negli scontri diretti avuti proprio con gli ellenici, i quali giungono solamente al terzo posto ed ottengono così il ripescaggio in Europa League, mentre i croati rimangono saldamente all'ultimo posto con 3 punti all'attivo. 
| Squadra         | P.ti | G | V | P | S | GF | GS | DG  |
| --------------- | ---- | - | - | - | - | -- | -- | --- |
| Bayern Monaco   | 15   | 6 | 5 | 0 | 1 | 19 | 3  | +16 |
| Arsenal         | 9    | 6 | 3 | 0 | 3 | 12 | 10 | +2  |
| Olympiacos      | 9    | 6 | 3 | 0 | 3 | 6  | 13 | -7  |
| Dinamo Zagabria | 3    | 6 | 1 | 0 | 5 | 3  | 14 | -11 |

| Arbitro: | Ovidiu Hațegan |

|                           |           |             |
| Pivarić 24’ Fernándes 58’ | Marcatori | 79’ Walcott |

| Arbitro: | Carlos Velasco Carballo |

|  |           |                                    |
|  | Marcatori | 52’, 90+2’ (rig.) Müller 89’ Götze |

| Arbitro: | Bas Nijhuis |

|                         |           |                                             |
| Walcott 35’ Sánchez 65’ | Marcatori | 33’ Pardo 40’ (aut.) Ospina 66’ Finnbogason |

| Arbitro: | Aljaksej Kul'bakoŭ |

|                                                       |           |  |
| Douglas Costa 13’ Lewandowski 21’, 28’, 55’ Götze 25’ | Marcatori |  |

| Arbitro: | Cüneyt Çakır |

|                       |           |  |
| Giroud 77’ Özil 90+4’ | Marcatori |  |

| Arbitro: | Paolo Tagliavento |

|  |           |           |
|  | Marcatori | 79’ Ideye |

| Arbitro: | Gianluca Rocchi |

|                                                      |           |            |
| Lewandowski 10’ Müller 29’, 89’ Alaba 44’ Robben 55’ | Marcatori | 69’ Giroud |

| Arbitro: | Antonio Mateu Lahoz |

|                |           |            |
| Pardo 65’, 90’ | Marcatori | 21’ Hodžić |

| Arbitro: | Viktor Kassai |

|                           |           |  |
| Özil 29’ Sánchez 33’, 69’ | Marcatori |  |

| Arbitro: | Jonas Eriksson |

|                                                       |           |  |
| Douglas Costa 9’ Lewandowski 16’ Müller 20’ Coman 69’ | Marcatori |  |

| Arbitro: | Martin Strömbergsson |

|  |           |                      |
|  | Marcatori | 61’, 64’ Lewandowski |

| Arbitro: | Nicola Rizzoli |

|  |           |                             |
|  | Marcatori | 29’, 49’, 67’ (rig.) Giroud |

## Gruppo G

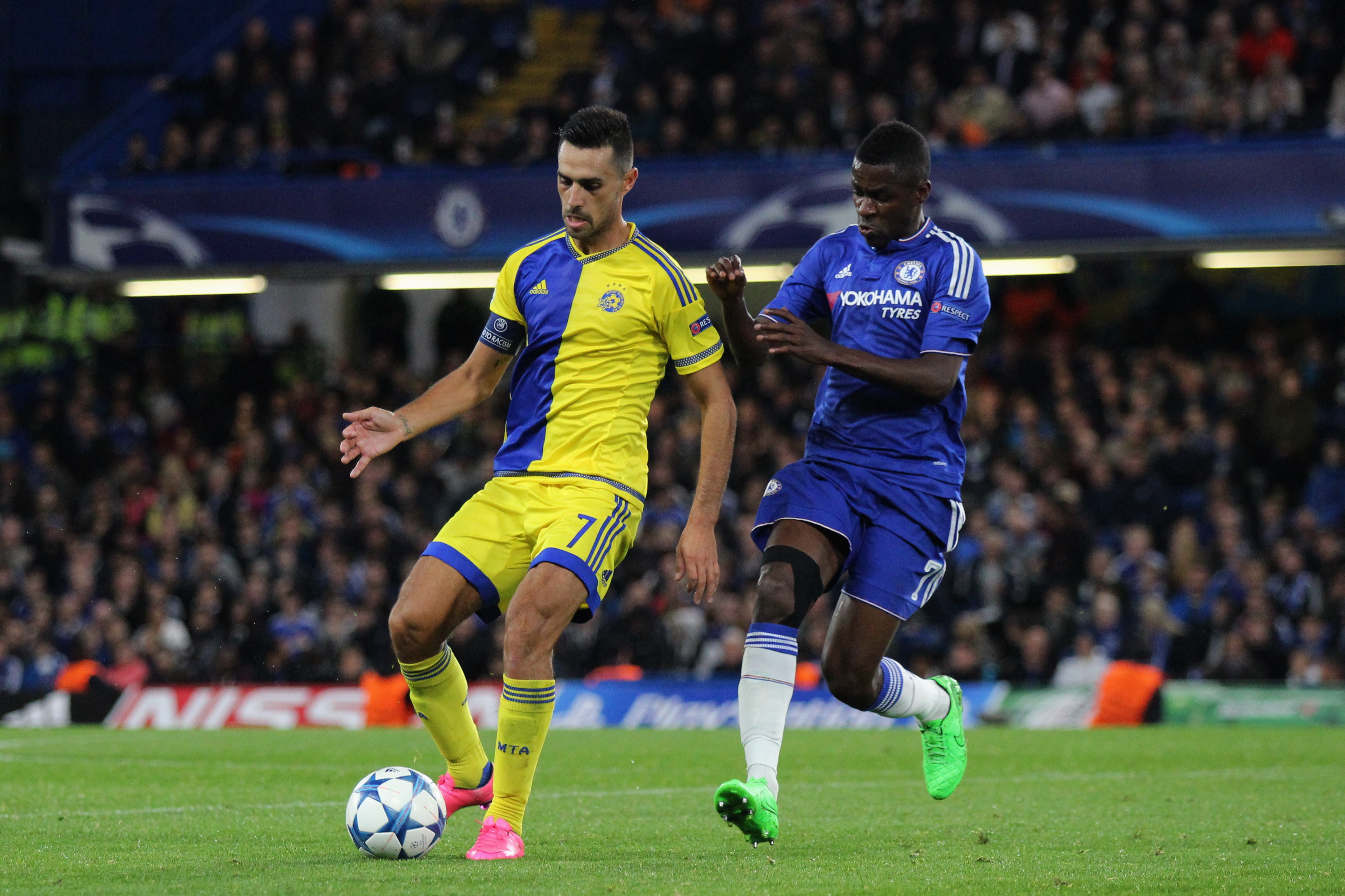
L'israeliano Zahavi (a sinistra) e il brasiliano Ramires (a destra) durante una fase del match dello Stamford Bridge tra i padroni di casa del Chelsea e il Maccabi Tel Aviv.

Nel Gruppo G vengono inseriti gli inglesi del Chelsea, i portoghesi del Porto, gli ucraini della Dinamo Kiev e gli israeliani del Maccabi Tel Aviv.
Nella giornata d'esordio, il Chelsea batte nettamente per 4-0 il Maccabi Tel Aviv allo Stamford Bridge con le reti di Willian, Oscar, Diego Costa e Fàbregas; mentre allo stadio Olimpijs'kyj, la Dinamo Kiev impone al Porto il pareggio per 2-2: i padroni di casa vanno a segno con Husjev e Bujal's'kij, quest'ultimo in gol in pieno recupero, invece gli ospiti controbattono con la doppietta di Aboubakar.
Nella seconda giornata, gli ucraini superano per 2-0 gli israeliani allo stadio Sammy Ofer grazie alle marcature di Jarmolenko e Júnior Moraes, ritrovando inoltre la vittoria in una trasferta della competizione dopo sette anni dall'ultima conseguita; mentre nell'altra partita, i portoghesi prevalgono a sorpresa per 2-1 sugli inglesi allo stadio do Dragão, frutto delle reti di André André e Maicon, intervallati da quella del momentaneo pari avversario ad opera di Willian su calcio di punizione. In tale match, il portiere dei lusitani, Casillas, stabilisce il record assoluto di presenze nella storia della manifestazione, arrivando a quota 152 gare giocate e superando quello appartenuto a Xavi (fermo a 151).
Nella terza giornata, gli ucraini riescono a bloccare gli inglesi sul pareggio per 0-0 a Kiev, merito di una buona prestazione difensiva; invece a Porto, i portoghesi sconfiggono facilmente gli israeliani per 2-0 con i gol di Aboubakar e Brahimi. Durante quest'ultima gara, il centrocampista dei lusitani, Rúben Neves, diventa il più giovane capitano di sempre nella storia del torneo, vestendo la fascia della propria squadra all'età di 18 anni e 221 giorni ed infrangendo così il precedente record di van der Vaart (20 anni e 217 giorni).
Nella quarta giornata, il Chelsea batte per 2-1 la Dinamo Kiev a Londra in virtù dell'autorete di Dragović e del gol di Willian su calcio di punizione, inframezzati dalla marcatura del momentaneo pari ospite ad opera dello stesso difensore austriaco; mentre ad Haifa, il Porto espugna il campo del Maccabi Tel Aviv per 3-1 con le reti di Tello, André André e Layún, cui segue quella inutile di Zahavi su calcio di rigore per i padroni di casa, i quali subiscono dunque la quarta sconfitta consecutiva nel raggruppamento e la conseguente prematura eliminazione dalla competizione.
Nella quinta giornata, gli inglesi travolgono gli israeliani con un sonoro 4-0 allo stadio Sammy Ofer grazie ai gol di Cahill, Oscar, Willian e Zouma; invece allo stadio do Dragão, gli ucraini si impongono per 2-0 sul terreno dei portoghesi con le marcature di Jarmolenko e Derlis González, andando ad infliggere ai lusitani la loro primissima sconfitta stagionale.
Nell'ultima giornata, il Chelsea prevale per 2-0 sul Porto allo Stamford Bridge (decidono l'autorete di Marcano e il gol di Willian) e centra il primo posto in classifica con 13 punti e l'annessa qualificazione agli ottavi di finale; mentre la Dinamo Kiev trionfa per 1-0 contro il Maccabi Tel Aviv allo stadio Olimpijs'kyj (decide la marcatura di Harmaš) e passa anch'essa alla fase ad eliminazione diretta dopo sedici anni dall'ultima volta grazie al secondo posto con 11 punti, scavalcando così gli stessi portoghesi, giunti solamente al terzo posto con 10 punti per ottenere il ripescaggio in Europa League. Gli israeliani terminano invece il girone all'ultimo posto senza alcuna vittoria, né punti conquistati, e con un solo gol realizzato in sei partite.
| Squadra          | P.ti | G | V | P | S | GF | GS | DG  |
| ---------------- | ---- | - | - | - | - | -- | -- | --- |
| Chelsea          | 13   | 6 | 4 | 1 | 1 | 13 | 3  | +10 |
| Dinamo Kiev      | 11   | 6 | 3 | 2 | 1 | 8  | 4  | +4  |
| Porto            | 10   | 6 | 3 | 1 | 2 | 9  | 8  | +1  |
| Maccabi Tel Aviv | 0    | 6 | 0 | 0 | 6 | 1  | 16 | -15 |

| Arbitro: | Felix Zwayer |

|                                                             |           |  |
| Willian 15’ Oscar 45+4’ (rig.) Diego Costa 58’ Fàbregas 78’ | Marcatori |  |

| Arbitro: | Felix Brych |

|                            |           |                    |
| Husjev 20’ Bujal's'kij 89’ | Marcatori | 23’, 81’ Aboubakar |

| Arbitro: | David Fernández Borbalán |

|  |           |                             |
|  | Marcatori | 4’ Jarmolenko 50’ J. Moraes |

| Arbitro: | Antonio Mateu Lahoz |

|                            |           |               |
| André André 39’ Maicon 52’ | Marcatori | 45+2’ Willian |

| Kiev 20 ottobre 2015, ore 20:45 CET | Dinamo Kiev   | 0 – 0 referto | Chelsea | Stadio Olimpico (60.291 spett.)\| Arbitro: \| Damir Skomina \| |
| Arbitro:                            | Damir Skomina |               |         |                                                                |

| Arbitro: | Clément Turpin |

|                           |           |  |
| Aboubakar 37’ Brahimi 41’ | Marcatori |  |

| Arbitro: | Pavel Královec |

|                                 |           |              |
| Dragović 34’ (aut.) Willian 83’ | Marcatori | 77’ Dragović |

| Arbitro: | Anastasios Sidīropoulos |

|                   |           |                                     |
| Zahavi 75’ (rig.) | Marcatori | 19’ Tello 49’ André André 72’ Layún |

| Arbitro: | Alberto Undiano Mallenco |

|  |           |                                              |
|  | Marcatori | 20’ Cahill 73’ Willian 77’ Oscar 90+2’ Zouma |

| Arbitro: | Carlos Velasco Carballo |

|  |           |                                    |
|  | Marcatori | 35’ (rig.) Jarmolenko 64’ González |

| Arbitro: | Cüneyt Çakır |

|                                |           |  |
| Marcano 12’ (aut.) Willian 52’ | Marcatori |  |

| Arbitro: | Björn Kuipers |

|            |           |  |
| Harmaš 16’ | Marcatori |  |

## Gruppo H

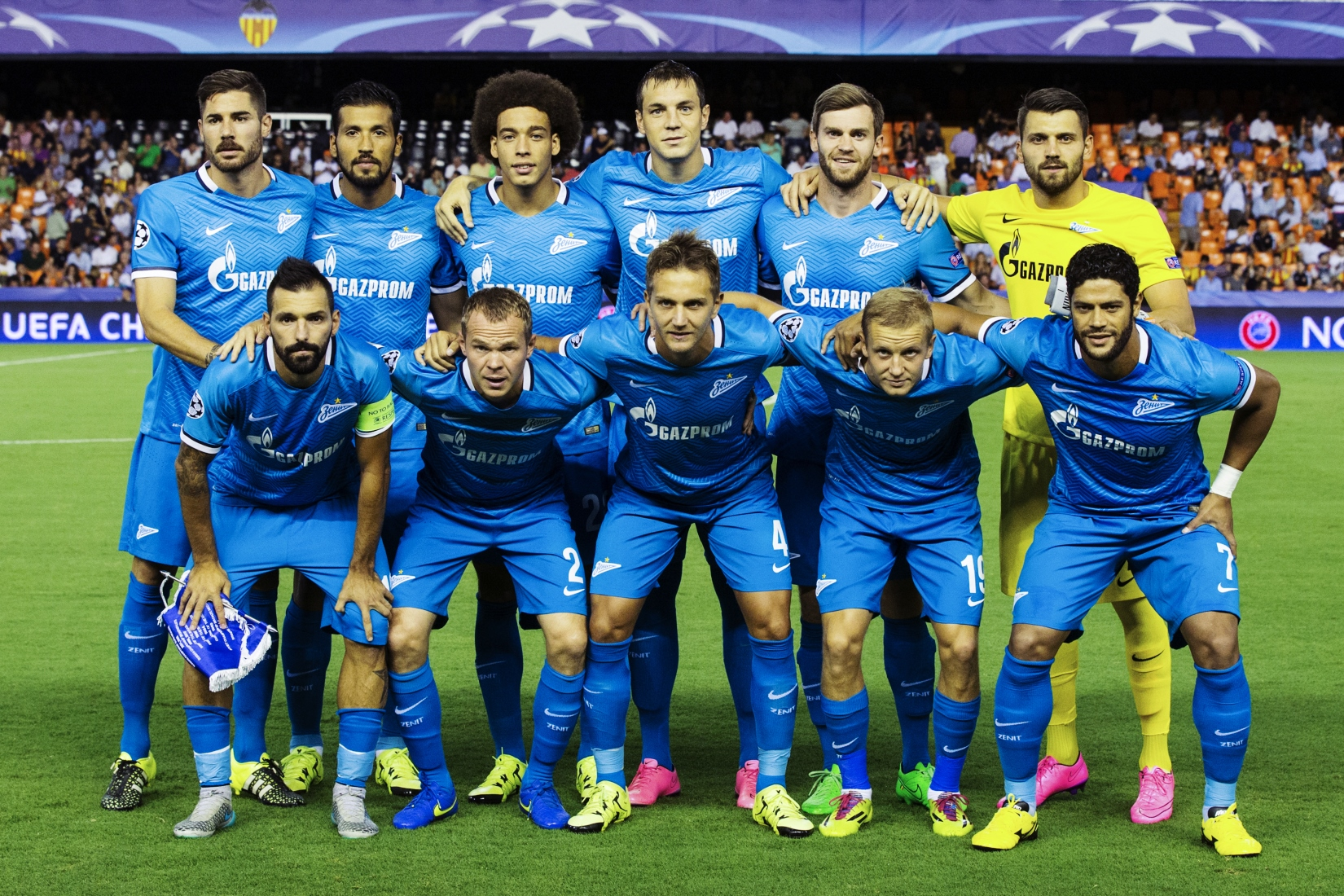
Lo Zenit San Pietroburgo, vincitore del proprio girone con 15 punti.

Nel Gruppo H vengono inseriti i russi dello Zenit San Pietroburgo, gli spagnoli del Valencia, i francesi dell'Olympique Lione e i belgi del Gent.
Nella prima giornata, l'esordiente Gent strappa un insperato pareggio per 1-1 contro l'Olympique Lione alla Ghelamco Arena: all'iniziale rete di Jallet per i transalpini risponde quella di Milićević per i fiamminghi, i quali riescono a mantenere il risultato anche in nove uomini grazie ad un'ottima prestazione corale e difensiva, condita dalla cruciale parata del portiere Sels, che neutralizza un calcio di rigore battuto da Lacazette nel finale di gara. Nell'altro match, lo Zenit San Pietroburgo prevale con un pirotecnico 3-2 sul Valencia allo stadio Mestalla, frutto della doppietta di Hulk e del gol di Witsel, che fanno appunto da contraltare alle marcature avversarie di João Cancelo e André Gomes.
Nella seconda giornata, gli spagnoli hanno la meglio sui francesi per 1-0 allo Stade de Gerland con il decisivo gol di Feghouli; mentre allo stadio Petrovskij, i russi superano i belgi per 2-1 in virtù delle reti di Dzjuba e Šatov, intervallate da quella del momentaneo pari ospite ad opera di Matton.
Nella terza giornata, i russi sconfiggono pure i francesi, imponendosi per 3-1 a San Pietroburgo con le marcature di Dzjuba, Hulk e Danny, inframezzate da quella avversaria di Lacazette; invece a Valencia, gli spagnoli hanno ragione dei belgi col punteggio di 2-1, suggellato dal gol di Feghouli e dall'autorete di Mitrović, con quest'ultima che rende vano il provvisorio pari fiammingo ad opera di Foket.
Nella quarta giornata, lo Zenit San Pietroburgo batte nuovamente l'Olympique Lione, vincendo con un netto 2-0 a Lione grazie alla doppietta di Dzjuba ed ottenendo così la qualificazione agli ottavi di finale con due turni d'anticipo; mentre nell'altra partita, il Gent si prende la rivincita sul Valencia, prevalendo per 1-0 a Gand con la risolutiva rete di Kums su calcio di rigore, che permette inoltre ai padroni di casa di agguantare la loro prima storica vittoria nella competizione.
Nella quinta giornata, i russi trionfano per 2-0 sugli spagnoli allo stadio Petrovskij con i gol di Šatov e Dzjuba, centrando appunto il quinto successo consecutivo nel raggruppamento; invece allo Stade de Gerland, i belgi espugnano il campo dei francesi col risultato di 2-1, scaturito dalle reti di Milićević (a segno su calcio di punizione) e Coulibaly, quest'ultima avvenuta in pieno recupero, che rimontano il vantaggio iniziale dei transalpini ad opera di Ferri e pongono definitivamente fine alla loro stagione europea.
Nell'ultima giornata, il Gent arreca al già qualificato Zenit San Pietroburgo la sua prima sconfitta nel girone, battendolo per 2-1 alla Ghelamco Arena (decidono le marcature di Depoitre e Milićević, intervallate da quella del momentaneo pari di Dzjuba) e centrando così la sua prima storica qualificazione agli ottavi di finale grazie all'ottenimento del secondo posto con 10 punti, alle spalle degli stessi russi, classificatisi al primo posto con 15 punti. Nell'altra gara, l'Olympique Lione trova invece la sua prima vittoria in tale gruppo a discapito del Valencia, sconfiggendolo per 2-0 allo stadio Mestalla con i gol di Cornet e Lacazette, i quali non evitano tuttavia l'arrivo all'ultimo posto con 4 punti, ma impongono d'altro canto il terzo posto agli spagnoli con 6 punti e il loro annesso ripescaggio in Europa League. 
| Squadra               | P.ti | G | V | P | S | GF | GS | DG |
| --------------------- | ---- | - | - | - | - | -- | -- | -- |
| Zenit San Pietroburgo | 15   | 6 | 5 | 0 | 1 | 13 | 6  | +7 |
| Gent                  | 10   | 6 | 3 | 1 | 2 | 8  | 7  | +1 |
| Valencia              | 6    | 6 | 2 | 0 | 4 | 5  | 9  | -4 |
| Olympique Lione       | 4    | 6 | 1 | 1 | 4 | 5  | 9  | -4 |

| Arbitro: | William Collum |

|               |           |            |
| Milićević 68’ | Marcatori | 58’ Jallet |

| Arbitro: | Craig Thomson |

|                                  |           |                         |
| João Cancelo 55’ André Gomes 73’ | Marcatori | 9’, 45’ Hulk 76’ Witsel |

| Arbitro: | Milorad Mažić |

|  |           |              |
|  | Marcatori | 42’ Feghouli |

| Arbitro: | Matej Jug |

|                      |           |            |
| Dzjuba 35’ Šatov 67’ | Marcatori | 56’ Matton |

| Arbitro: | Felix Zwayer |

|                                     |           |           |
| Feghouli 15’ S. Mitrović 72’ (aut.) | Marcatori | 40’ Foket |

| Arbitro: | Martin Atkinson |

|                              |           |               |
| Dzjuba 3’ Hulk 56’ Danny 82’ | Marcatori | 49’ Lacazette |

| Arbitro: | Daniele Orsato |

|                 |           |  |
| Kums 49’ (rig.) | Marcatori |  |

| Arbitro: | Felix Brych |

|  |           |                 |
|  | Marcatori | 25’, 57’ Dzjuba |

| Arbitro: | Svein Oddvar Moen |

|                      |           |  |
| Šatov 15’ Dzjuba 74’ | Marcatori |  |

| Arbitro: | Sergej Gennad'evič Karasëv |

|          |           |                               |
| Ferri 7’ | Marcatori | 32’ Milićević 90+6’ Coulibaly |

| Arbitro: | Manuel de Sousa |

|                            |           |            |
| Depoitre 18’ Milićević 78’ | Marcatori | 65’ Dzjuba |

| Arbitro: | Matej Jug |

|  |           |                          |
|  | Marcatori | 37’ Cornet 76’ Lacazette |

## Classifica marcatori
| Gol | Rigori |  | Giocatore          | Squadra               |
| --- | ------ |  | ------------------ | --------------------- |
| 11  | 2      |  | Cristiano Ronaldo  | Real Madrid           |
| 7   |        |  | Robert Lewandowski | Bayern Monaco         |
| 6   |        |  | Artëm Dzjuba       | Zenit San Pietroburgo |
| 5   |        |  | Willian            | Chelsea               |
| 5   | 1      |  | Olivier Giroud     | Arsenal               |
| 5   | 1      |  | Thomas Müller      | Bayern Monaco         |
| 5   | 1      |  | Javier Hernández   | Bayer Leverkusen      |
| 5   | 1      |  | Luis Suárez        | Barcellona            |
| 4   |        |  | Karim Benzema      | Real Madrid           |
| 4   |        |  | Antoine Griezmann  | Atlético Madrid       |
| 4   |        |  | Admir Mehmedi      | Bayer Leverkusen      |
| 3   |        |  | Ángel Di María     | Paris Saint-Germain   |
| 3   |        |  | Nicolás Gaitán     | Benfica               |
| 3   |        |  | Lionel Messi       | Barcellona            |
| 3   |        |  | Hulk               | Zenit San Pietroburgo |
| 3   |        |  | Vincent Aboubakar  | Porto                 |
| 3   |        |  | Alexis Sánchez     | Arsenal               |
| 3   |        |  | Felipe Pardo       | Olympiacos            |
| 3   |        |  | Lars Stindl        | Borussia M'gladbach   |
| 3   |        |  | Raheem Sterling    | Manchester City       |
| 3   |        |  | Danijel Milićević  | Gent                  |
| 3   | 1      |  | Alex Teixeira      | Šachtar               |
| 3   | 1      |  | Seydou Doumbia     | CSKA Mosca            |